# 2008年夏季奥林匹克运动会黑山代表团
2008年夏季奥林匹克运动会蒙特內哥羅代表团共派出31名运动员参加7个大项的赛事。